# Mycetophila trimacula
Mycetophila trimacula är en tvåvingeart som beskrevs av Edwards 1928. Mycetophila trimacula ingår i släktet Mycetophila och familjen svampmyggor. Inga underarter finns listade i Catalogue of Life.